# Будьонновка (Мендикаринський район)
Будьо́нновка (каз. Буденный) — село у складі Мендикаринського району Костанайської області Казахстану. Адміністративний центр Будьонновського сільського округу.
Населення — 860 осіб (2021; 1051 у 2009, 1379 у 1999, 1480 у 1989).